# Dans le ciel
Dans le ciel (en català, literalment, Al cel) és una novel·la de l'escriptor francès Octave Mirbeau, publicada en edició de fulletó a L'Écho de Paris entre 1892 i 1893, que no s'editaria en volum fins al 1989.

## Crisi
Quan escriu Dans le ciel, Mirbeau travessa una llarga i greu crisi – conjugal, existencial i literària – i la novel·la reflecteix el seu pessimisme profund. La condició humana és una tragèdia espantosa, sense cap finalitat, i l'univers és « un crim », ja que s'hi maten totes les criatures vives. Al cel expressa una concepció preexistencialista de la condició humana, en la qual se sent la influència de Pascal, però un Pascal laic. L'home apareix perdut entre dos infinits, en un univers sense pauta ni raó que, en no respondre a la seva mida, el condemna a una vida absurda, a l'angoixa, la solitud i la incomunicació. Les societats modernes, d'arrel burgesa conservadora i burocràtica, es basen totes en l'opressió i l'aixafament dels individus, que es tornen « larves ».

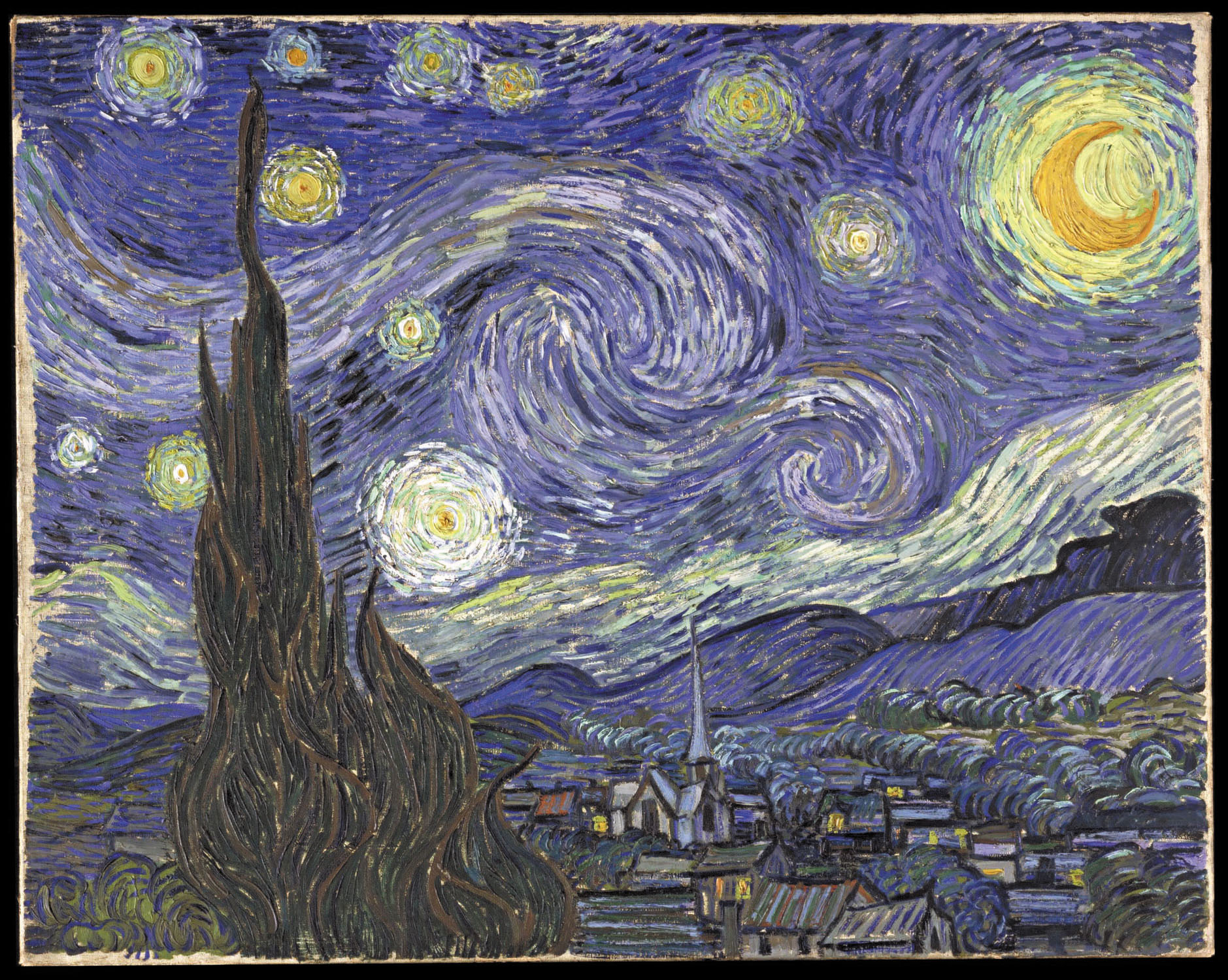
Vincent Van Gogh, La nit estelada

## Tragèdia de l'artista
Quant als artistes, els únics que es resisteixen a la pressió i preserven la seva personalitat, coneixen una tragèdia pròpia: l'ideal estètic és mortífer, com ho prova el suïcidi del pintor Lucien, inspirat en Vincent Van Gogh, que Mirbeau acaba de descobrir. A través de Lucien - al qual atribueix obres de Van Gogh, especialment La nit estelada - Mirbeau exposa la tragèdia del veritable artista, exigent, que veu el món amb els seus propis ulls en lloc d'acontentar amb l'òptica acadèmica o amb produir pel mercat. Home abocat a córrer eternament després d'un ideal que li furta, perquè els mitjans de què disposa, el seu cervell i la seva mà « culpable », mai arriben a l'altura de l'ideal.
Al cel s'oposa al realisme. És una novel·la on els relats encaixen uns en altres, que trenca amb tota preocupació realista (l'escenari del pic muntanyós, sobretot, voreja el simbolisme). Mirbeau manifesta un menyspreu total per les regles convencionals de composició. El relat no obeeix a un rígid ordre lògic o cronològic, i acaba abruptament, sense retorn al primer narrador.
Dans le ciel ha estat traduït al castellà per Daniel Attala : En el cielo, Barataria, Barcelona, 2006).